# 박원문
박원문(1865년 ~ 1909년 12월 22일)은 대한제국 조선 왕조 말기의 평범한 노동자였다. 인력거꾼으로 일하던 중 벨기에 황제 추도식에 참석하고 돌아오던 이완용을 인력거에 우연히 태웠다가 이재명에게 살해되었다.

## 생애
인력거를 끄는 일을 직업으로 하는 박원문은 1909년 12월 22일, 명동성당에서 벨기에 황제 추도회에 참석했다가 돌아오는 이완용을 자신의 인력거에 우연히 태우게 되었다.
이때 칼을 든 이재명에게 갑자기 공격된 이완용은 칼을 맞고 중상을 입었으나 자신 앞에서 인력거를 잡고 서 있던 박원문 또한 이재명의 칼에 찔려 죽었기 때문에 이완용은 구사일생하였다.
이재명은 체포되어 재판에 회부되었고 공판에서 죽은 박원문을 향한 유감이나 조의는 일절 언급하지 않은 채 박원문을 죽인 것은 우연이었다는 사실만 강조하면서 "무지무능한 저 가련한 노동자를 일부러 죽이려고 했겠는가"라며 변명하였다. 일본제국 법정은 박원문을 칼로 찔러 죽인 이재명에게 ‘살인죄’를 적용해 사형을 선고했다.

## 평가
역사학자 박노자는 매국을 한 적도 없고 할 수도 없었던 평민 박원문을 칼로 찔러 죽인 이재명의 행위를 두고서, 이재명이 공판에서 박원문을 고의로 죽이지 않았다고만 주장했을 뿐 자신의 칼에 찔려 죽은 박원문에게 유감을 표명한 적이 없는 이재명의 행위와 태도를 비판하였다.

## 같이 보기
- 이완용
- 이재명